# Algèbre de Virasoro
L′algèbre de Virasoro est une algèbre de Lie complexe de dimension infinie qui joue un rôle essentiel dans certaines théories physiques, notamment en théorie des cordes, et d'une manière générale dans les théories conformes des champs, ainsi qu'en mathématiques dans l'étude du groupe Monstre (au travers du module moonshine) et des algèbres vertex. Elle tient son nom du physicien argentin Miguel Virasoro (en) qui les a introduit en théorie des cordes en 1970.

## Définition
L'algèbre de Virasoro {\displaystyle \mathrm {Vir} } s'obtient comme extension centrale de l'algèbre de Witt (en) complexe :
{\displaystyle {\mathcal {D}}=\bigoplus _{s\in \mathbb {Z} }d_{s}}
munie des opérateurs de dérivation
{\displaystyle d_{s}=-z^{n+1}{\frac {\partial }{\partial z}}}.
On a la suite exacte courte :
{\displaystyle 0\to \mathbb {C} c\to \mathrm {Vir} \to {\mathcal {D}}\to 0}
avec {\displaystyle c} la charge centrale (en), le crochet de Lie associé étant :
{\displaystyle \left[d_{i},d_{j}\right]=(i-j)d_{i+j}+{\frac {1}{12}}(i^{3}-i)\delta _{i,-j}c}.
Le facteur 1/12 est conventionnel, et cette extension centrale est unique à isomorphisme d'algèbres de Lie près.

## Représentations des algèbres de Virasoro
La théorie des représentations de l'algèbre de Virasoro montre que les représentations irréductibles de plus bas poids sont caractérisées par deux nombres complexes {\displaystyle h} (« énergie ») et {\displaystyle c} (« charge centrale »). Une telle représentation est unitaire si elle possède un produit scalaire qui adjoint {\displaystyle d_{s}} à {\displaystyle d_{-s}}.

## Rôles de l'algèbre de Virasoro
La construction GKO (Goddard, Kent, Olive) donne les représentations de l'algèbre de Virasoro, et montre que les représentations unitaires s'identifient à des produits tensoriels de représentations unitaires d'algèbres de Kac-Moody.
En théorie des cordes, le tenseur énergie-impulsion satisfait les relations de commutation de l'algèbre de Virasoro, un phénomène connu sous le nom de contrainte de Virasoro.
Il existe deux extensions supersymétriques de l'algèbre de Virasoro : l'algèbre de Neveu-Schwarz et l'algèbre de Ramond, qui lui sont très similaires.